# Ошейниковый усач
Усач ошейниковый, или усач сухостойный, или красногрудый усач (лат. Dinoptera collaris), — жук из семейства усачей и подсемейства усачики.

## Описание
Жук длиной от 6 до 9 мм. Время лёта взрослого жука с мая по август.

## Распространение
Распространён в Европе, на Кавказе, Закавказье, в Сирии и Иране.

## Экология и местообитания
Жизненный цикл вида длится два года. Кормовые растения хвойные и лиственные деревья из родов: дуб (Quercus), груша (Pyrus), клён (Acer), ясень (Fraxinus), осина (Populus), яблоня (Malus), кизил (Cornus) и многие другие.